# Corynidae
Famille
Synonymes
- Cladosarsiidae (Bouillon, 1978)
- Codonidae (Haeckel, 1879)
- Polyorchidae ( Agassiz, 1862)
- Sarsiadae (Forbes, 1848)
- Syncorynidae (Allman, 1872)[2]

Les Corynidae constituent une famille d'hydrozoaires de l'ordre des Anthoathecata.
Par la forme de leur stade planctonique (« méduse »), ces espèces sont parfois confondues avec les dangereuses cuboméduses. 

## Liste des genres
Selon World Register of Marine Species (25 février 2017) :
- genre Bathycodon Haeckel, 1879
- genre Bicorona Millard, 1966
- genre Cladosarsia Bouillon, 1978
- genre Codonium Haeckel, 1879
- genre Coryne Gaertner, 1774
- genre Dicyclocoryne Annandale, 1915
- genre Dipurenella Huang, Xu & Guo, 2011
- genre Nannocoryne Bouillon & Grohmann, 1994
- genre Polyorchis A. Agassiz, 1862
- genre Sarsia Lesson, 1843
- genre Scrippsia Torrey, 1909
- genre Slabberia Forbes, 1846
- genre Spirocodon Haeckel, 1880
- genre Stauridiosarsia Mayer, 1910

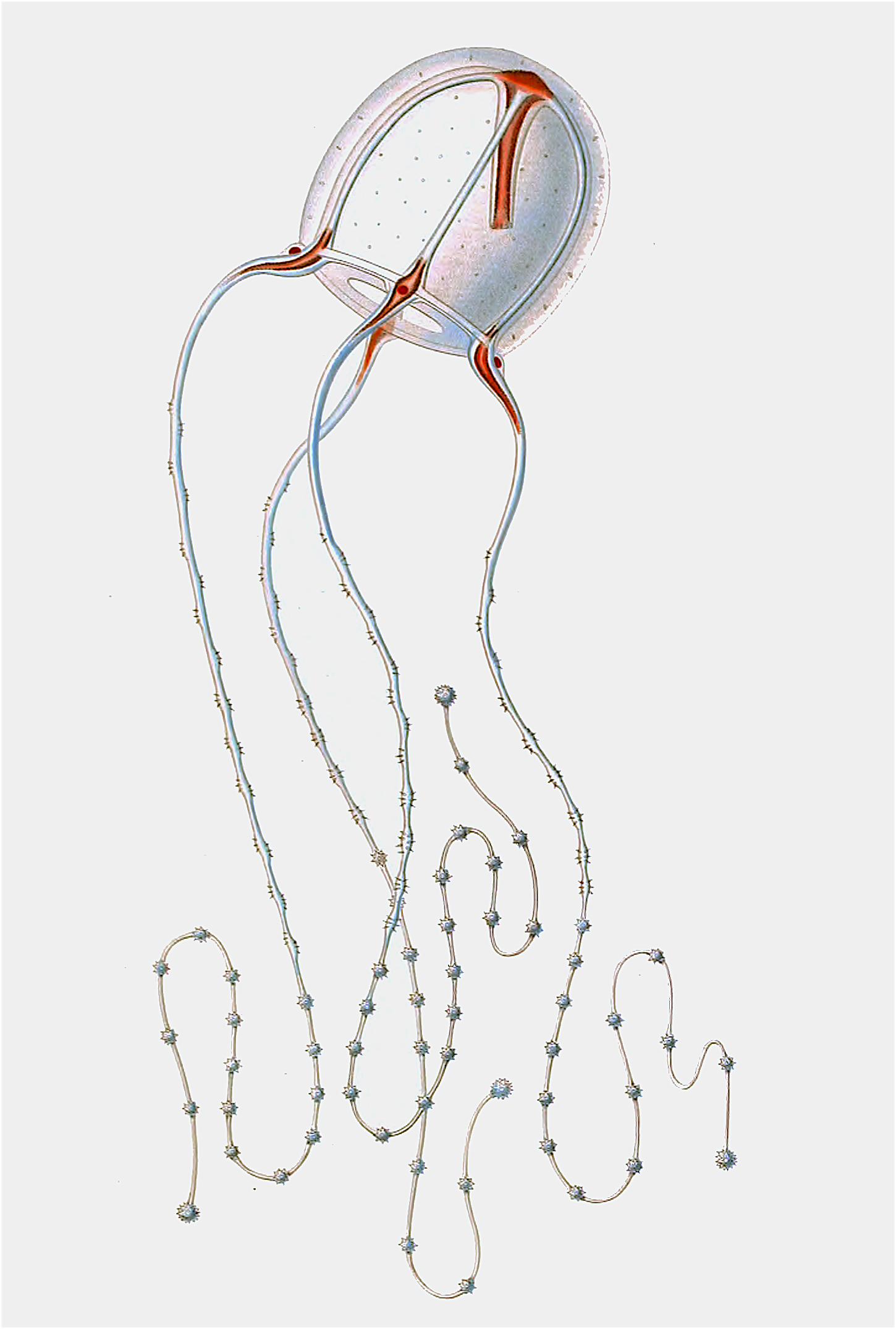
Coryne eximia (stade « méduse », planoblaste)
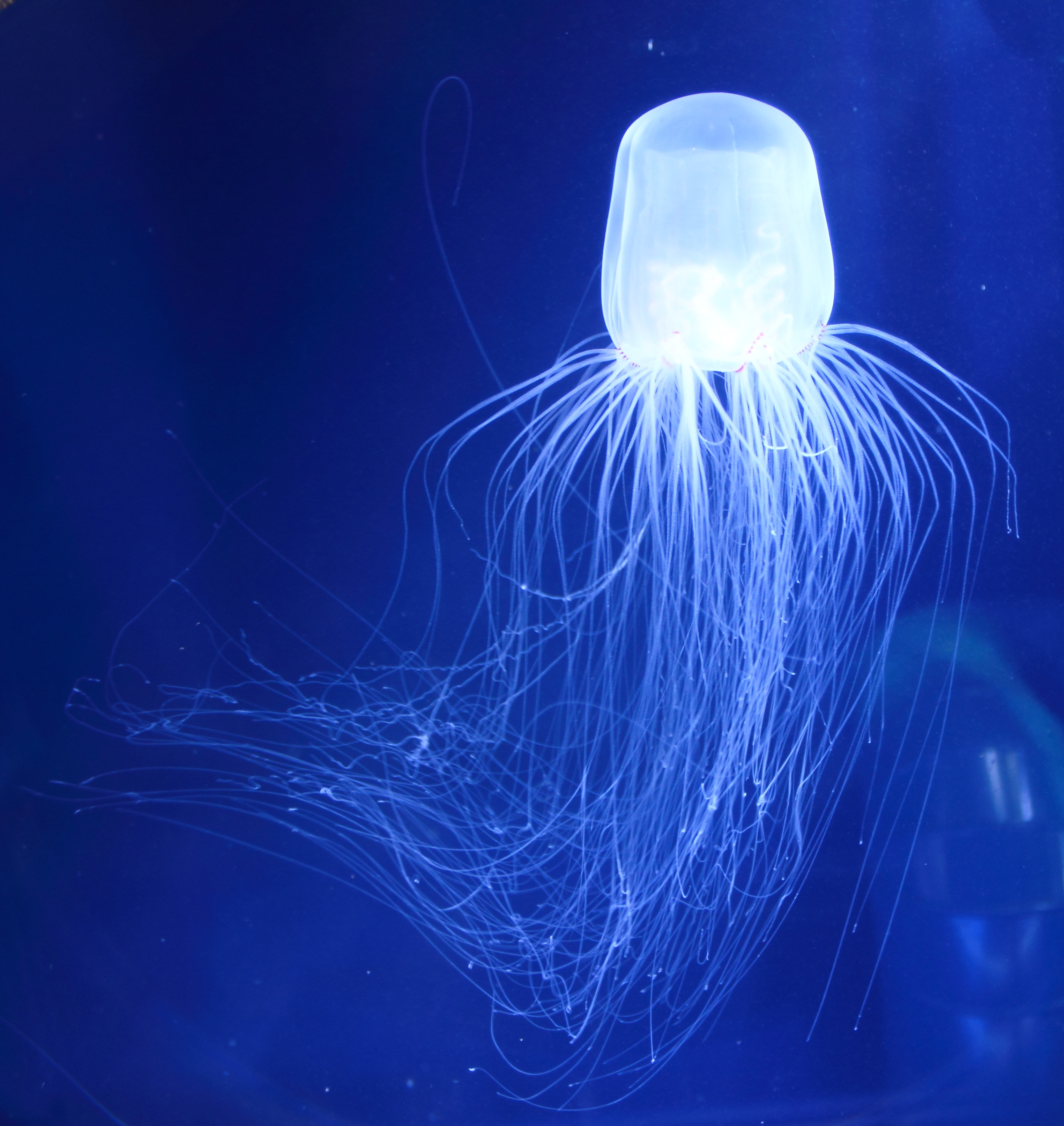
Spirocodon saltator
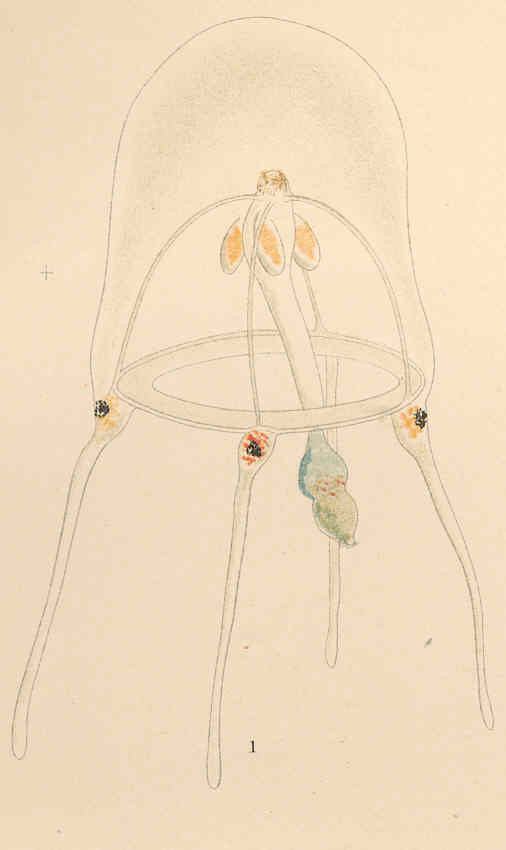
Stauridiosarsia producta
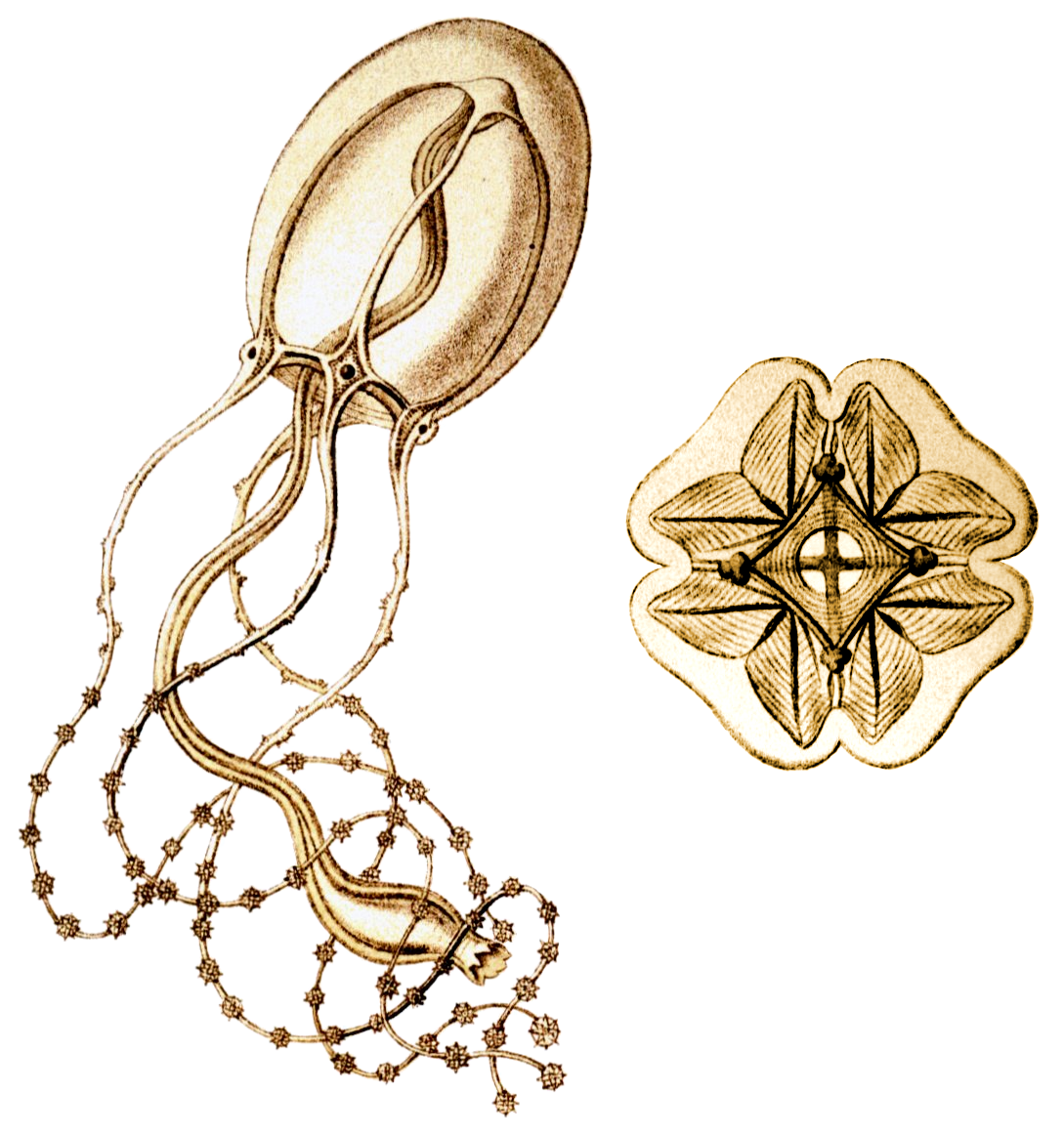
Sarsia tubulosa